# Obuasi
Obuasi je grad u Gani, u regiji Ashanti. Nalazi se 55 km južno od Kumasija, na željezničkoj pruzi Kumasi - Sekondi-Takoradi. Poznat je po svome rudniku zlata, koji je jedan od deset najvećih u svijetu i koji postoji od 17. stoljeća.
Prema popisu iz 2000. godine, Obuasi je imao 115.564 stanovnika, čime je bio sedmi grad u državi po brojnosti.
Poznati ganski nogometaš John Mensah rođen je u Obuasiju. 

## Gradovi prijatelji
- Riverside, Kalifornija, SAD